# کوسولاککو
کوسولاککو (به اسپانیایی: Cosoleacaque) از شهرهای کشور مکزیک است که در ایالت وراکروز قرار دارد و جمعیت آن طبق سرشماری سال ۲۰۱۰ میلادی ۱۱۱٬۷۹۶ نفر بوده است.